# Aces de Reno
Les Aces de Reno (en anglais : Reno Aces) sont une équipe de ligue mineure de baseball basée à Reno (Nevada). Affiliés à la formation de MLB des Diamondbacks de l'Arizona, les Aces jouent au niveau Triple-A en Triple-A West. Cette équipe est formée en 2009 à la suite du transfert des Sidewinders de Tucson à Reno. 

## Histoire
L'annonce du déménagement des Sidewinders de Tucson à Reno est faite dès 2006. Le transfert s'effectue après la saison 2008. La présentation du nom, du logo et des couleurs a lieu le 23 septembre 2008.

## Bilan saison par saison
| Saison                                   | Ligue                                            | Saison régulière                                 | Saison régulière                                 | Saison régulière                                 | Saison régulière                                 | Saison régulière                                 | Saison régulière                                 | Saison régulière                                 | Saison régulière                                 | Séries éliminatoires                             | Séries éliminatoires                             | Séries éliminatoires                             | Séries éliminatoires                             | Séries éliminatoires                             |
| Saison                                   | Ligue                                            | Conférence                                       | Division                                         | Position                                         | Matches                                          | Victoires                                        | Défaites                                         | %                                                | Moy. spect.                                      | Matches                                          | Victoires                                        | Défaites                                         | %                                                | Résultats                                        |
| ---------------------------------------- | ------------------------------------------------ | ------------------------------------------------ | ------------------------------------------------ | ------------------------------------------------ | ------------------------------------------------ | ------------------------------------------------ | ------------------------------------------------ | ------------------------------------------------ | ------------------------------------------------ | ------------------------------------------------ | ------------------------------------------------ | ------------------------------------------------ | ------------------------------------------------ | ------------------------------------------------ |
| Aces de Reno                             |                                                  |                                                  |                                                  |                                                  |                                                  |                                                  |                                                  |                                                  |                                                  |                                                  |                                                  |                                                  |                                                  |                                                  |
| 2009                                     | PCL                                              | Pacifique                                        | Sud                                              | 2e                                               | 143                                              | 79                                               | 64                                               | .552                                             | 6 481                                            | -                                                | -                                                | -                                                | -                                                | -                                                |
| 2010                                     | PCL                                              | Pacifique                                        | Sud                                              | 3e                                               | 143                                              | 69                                               | 74                                               | .483                                             | 6 218                                            | -                                                | -                                                | -                                                | -                                                | -                                                |
| 2011                                     | PCL                                              | Pacifique                                        | Nord                                             | 1er                                              | 144                                              | 77                                               | 67                                               | .535                                             | 6 089                                            | 5                                                | 2                                                | 3                                                | .400                                             | 1/2 finales                                      |
| 2012                                     | PCL                                              | Pacifique                                        | Nord                                             | 1er                                              | 144                                              | 81                                               | 63                                               | .563                                             | 5 415                                            | 10                                               | 7                                                | 3                                                | .700                                             | Vainqueur                                        |
| 2013                                     | PCL                                              | Pacifique                                        | Nord                                             | 4e                                               | 144                                              | 60                                               | 84                                               | .417                                             | 4 921                                            | -                                                | -                                                | -                                                | -                                                | -                                                |
| 2014                                     | PCL                                              | Pacifique                                        | Nord                                             | 1er                                              | 144                                              | 81                                               | 63                                               | .563                                             | 5 270                                            | 9                                                | 5                                                | 4                                                | .556                                             | Finaliste                                        |
| 2015                                     | PCL                                              | Pacifique                                        | Nord                                             | 3e                                               | 144                                              | 70                                               | 74                                               | .486                                             | 5 377                                            | -                                                | -                                                | -                                                | -                                                | -                                                |
| 2016                                     | PCL                                              | Pacifique                                        | Nord                                             | 2e                                               | 144                                              | 76                                               | 68                                               | .528                                             | 5 227                                            | -                                                | -                                                | -                                                | -                                                | -                                                |
| 2017                                     | PCL                                              | Pacifique                                        | Nord                                             | 1er                                              | 142                                              | 80                                               | 62                                               | .563                                             | 4 894                                            | 3                                                | 0                                                | 3                                                | 0                                                | 1/2 finales                                      |
| 2018                                     | PCL                                              | Pacifique                                        | Nord                                             | 2e                                               | 140                                              | 72                                               | 68                                               | .514                                             | 5 019                                            | -                                                | -                                                | -                                                | -                                                | -                                                |
| 2019                                     | PCL                                              | Pacifique                                        | Nord                                             | 2e                                               | 140                                              | 66                                               | 74                                               | .471                                             | 4 803                                            | -                                                | -                                                | -                                                | -                                                | -                                                |
| 2020                                     | Saison annulé à cause de la pandémie de Covid-19 | Saison annulé à cause de la pandémie de Covid-19 | Saison annulé à cause de la pandémie de Covid-19 | Saison annulé à cause de la pandémie de Covid-19 | Saison annulé à cause de la pandémie de Covid-19 | Saison annulé à cause de la pandémie de Covid-19 | Saison annulé à cause de la pandémie de Covid-19 | Saison annulé à cause de la pandémie de Covid-19 | Saison annulé à cause de la pandémie de Covid-19 | Saison annulé à cause de la pandémie de Covid-19 | Saison annulé à cause de la pandémie de Covid-19 | Saison annulé à cause de la pandémie de Covid-19 | Saison annulé à cause de la pandémie de Covid-19 | Saison annulé à cause de la pandémie de Covid-19 |
| 2021                                     | Triple-A West                                    | -                                                | Ouest                                            | En cours                                         |                                                  |                                                  |                                                  |                                                  |                                                  |                                                  |                                                  |                                                  |                                                  |                                                  |
| Bilan en saison régulière (fin 2020)     | Bilan en saison régulière (fin 2020)             | Bilan en saison régulière (fin 2020)             | Bilan en saison régulière (fin 2020)             | Bilan en saison régulière (fin 2020)             | 1 572                                            | 811                                              | 761                                              | .516                                             |                                                  |                                                  |                                                  |                                                  |                                                  |                                                  |
| Bilan en Séries éliminatoires (fin 2020) | Bilan en Séries éliminatoires (fin 2020)         | Bilan en Séries éliminatoires (fin 2020)         | Bilan en Séries éliminatoires (fin 2020)         | Bilan en Séries éliminatoires (fin 2020)         | Bilan en Séries éliminatoires (fin 2020)         | Bilan en Séries éliminatoires (fin 2020)         | Bilan en Séries éliminatoires (fin 2020)         | Bilan en Séries éliminatoires (fin 2020)         | Bilan en Séries éliminatoires (fin 2020)         | 27                                               | 14                                               | 13                                               | .519                                             | 1 titre                                          |

## Managers
Le tableau suivant présente la liste des managers du club depuis 2009.
| # | Entraîneur    | Période   | Saison régulière | Saison régulière | Saison régulière | Saison régulière | Playoffs | Playoffs | Playoffs | Playoffs | Récompenses |
| # | Entraîneur    | Période   | M                | V                | D                | %                | M        | V        | D        | %        | Récompenses |
| - | ------------- | --------- | ---------------- | ---------------- | ---------------- | ---------------- | -------- | -------- | -------- | -------- | ----------- |
| 1 | Brett Butler  | 2009-2011 | 430              | 225              | 205              | .523             | 5        | 2        | 3        | .400     | -           |
| 2 | Rich Renteria | 2012-2013 | 288              | 141              | 147              | .490             | 10       | 7        | 3        | .700     | 1 titre     |
| 3 | Phil Nevin    | 2014-2016 | 432              | 227              | 205              | .525             | 9        | 5        | 4        | .556     | -           |
| 4 | Jerry Narron  | 2017      | 142              | 80               | 62               | .563             | 3        | 0        | 3        | 0        | -           |
| 5 | Greg Gross    | 2018      | 140              | 72               | 68               | .514             | -        | -        | -        | -        | -           |
| 6 | Chris Cron    | 2019      | 140              | 66               | 74               | .471             | -        | -        | -        | -        | -           |
| 7 | Blake Lalli   | 2021-     |                  |                  |                  |                  |          |          |          |          |             |

## Joueurs notables
- Trevor Bauer (2012)
- Archie Bradley (2014, 2015)
- Patrick Corbin (2012)
- Adam Eaton (2012, 2013)
- Mitch Haniger (2016)
- Ender Inciarte (2014)
- Jake Lamb (2014)
- Wade Miley (2011)
- Chris Owings (2013, 2014, 2016, 2018)
- A. J. Pollock (2012, 2014, 2016, 2017, 2018)